# Cindy Sherman
Cindy Sherman (Glen Ridge, New Jersey, 1954. január 19. –) amerikai fotóművész, filmrendező. Ismertté önmagáról különböző női típusokba bújva készített képei tették. Jelenleg New Yorkban alkot.

## Életútja, munkássága
A State University College-ban végzett. 1977-1980 között az Untitled Films Stills című, 69 fekete-fehér fotóból álló munkáján dolgozott (film, fotográfia, színház). Különböző női típusok bőrébe bújt (pl.: szajha, kislányos nő), a smink és a ruha eligazítása után lefényképezte magát. A képei mindig fiktívek.
1980-tól a fotók színessé és életnagyságúvá váltak, hol horrorisztikus, hol kihívóan erotikus, hol fanyarul groteszkek lettek, hol pedig művészettörténeti vonatkozást nyertek. 1981-ben készítette egyik leghíresebb felvételét a Untitled #96-ot, mely egyike a világ legdrágább fényképeinek. Végül eltüntette magát a képeiről, és az orvosképzésben használt protézisekkel és műanyag testrészekkel készített groteszk testeket a szürrealista fényképész, Hans Bellmer stílusában. Sherman érdeklődése a változások ellenére is töretlen maradt a huszadik század utolsó évtizedeiben: nem csak a nemi sztereotípiák sekélyességére, hanem a kukkolás borzongató élvezetére is felhívta a figyelmet.

## Díjak, elismerések
1995-ben elnyerte a MacArthur Fellowships fődíját (ismertebb becenevén a „Zseni díjat”) mely egy 5 évre szóló, $100 000 értékű ösztöndíj volt, melyet művészi továbbfejlődésének elősegítésére használhatott fel.

## Könyvei
- (1999) Shelley Rice (ed.) Inverted Odysseys: Claude Cahun, Maya Deren, Cindy Sherman (MIT Press) ISBN 0-262-68106-4
- (1999) The Essential: Cindy Sherman. (Harry N. Abrams, Inc.), ISBN 0-8109-5808-2
- (2000) Amanda Cruz, et.al. Cindy Sherman: Retrospective (Paperback). (Thames & Hudson) ISBN 0-500-27987-X
- (2000) Leslie Sills, et.al. In Real Life: Six Women Photographers. (Holiday House) ISBN 0-8234-1498-1
- (2001) Early Work of Cindy Sherman. (Glenn Horowitz Bookseller) ISBN 0-9654020-3-7
- (2002) Elisabeth Bronfen, et.al. Cindy Sherman: Photographic Works 1975-1995 (Paperback). (Schirmer/Mosel) ISBN 3-88814-809-X
- (2003) Cindy Sherman: The Complete Untitled Film Stills.( Museum of Modern Art) ISBN 0-87070-507-5
- (2004) Cindy Sherman: Centerfolds. (Skarstedt Fine Art) ISBN 0-9709090-2-0